# Belarmino Iglesias
Belarmino Fernández Iglesias (Lugo, Espanha, 1931 — São Paulo, 30 de maio de 2017) foi um restaurateur conhecido por dar identidade ao restaurante Rubaiyat. O empresário chegou ao Brasil em 1951 com poucos recursos e dois sonhos: fugir da pobreza da terra de seus pais a Galícia, que trabalhavam para outros no campo e voltar a estas terras desta vez para comprá-las. Realizou ambos e criou um restaurante com filiais pelo mundo e um dos melhores de São Paulo que serve carnes de alta qualidade e produção própria.

## Biografia
Iglesias conta que chegou ao Brasil com apenas um dólar, presente de uma amiga, que guardou como talismã. Ao pisar pela primeira vez nesta terra, logo arrumou trabalho como pedreiro. Durante uma caminhada pelo centro de São Paulo, encontrou empresários da família Ferrari, que iriam abrir uma churrascaria denominada A Cabana e pediu um emprego, não conseguindo devido sua falta de habilidade com carnes. Passou então a frequentar churrascarias para entender melhor destes empreendimentos. Posteriormente, conseguiu uma vaga na churrascaria trabalhando como: garçom, maître e gerente. No ano de 1957 foi então convidado par ser sócio de um novo restaurante do grupo: o Rubaiyat. Mais tarde comprou a parte dos outros sócios. Foi galardoado pela Junta da Galiza com as Medalhas da Galiza de bronze em 1995 e de prata em 1999.